# تلیم‌کندی
تلیم‌کندی یا تیلیم کندی یکی از روستاهای استان آذربایجان شرقی است که در دهستان کله‌بوز غربی بخش مرکزی شهرستان میانه واقع شده‌است.

## جمعیت
این روستا در دهستان کله بوز غربی قرار دارد و براساس سرشماری مرکز آمار ایران در سال ۱۳۹۰، جمعیت این روستا حدود ۲۵۰ نفر است که شامل ۵۰ خانوار می‌شوند